# Aster Aweke
Aster Aweke (amharique : አስቴር አወቀ?, ʾAster ʾAwäḳä) est une chanteuse éthiopienne, née en 1959,  qui a vécu aux États-Unis de 1981 à 2009, puis est revenue dans son pays natal où elle est restée très populaire.

## Biographie
Aster naît en 1959 à Gondar, en Éthiopie. Elle grandit à Addis-Abeba, la capitale, où son père est haut fonctionnaire dans le gouvernement impérial.
À 13 ans, Aster est décidée à devenir musicienne, et commence sa carrière au Hager Fikir Théâtre à Addis-Abeba. Adolescente, elle se produit dans les clubs et les hôtels de la capitale avec des groupes tels que les Continental Band, Hotel D'Afrique Band, Shebele Band et Ibex Band. À partir de 1978, elle chante avec le Roha Band, alors orchestre numéro 1 du pays. Son style est influencé par d'autres chanteurs éthiopiens, comme Bizunesh Békélé. Elle se lance ensuite dans une carrière solo, encouragée par le producteur Ali Tango, et publie cinq cassettes et deux singles de sa musique.
En 1981, déçue par l'évolution politique en Éthiopie, et le climat d'oppression politique qui suit la mort de Haïlé Sélassié, Aster Aweke part du pays et s'installe aux États-Unis. Après avoir habitée temporairement la région de la baie de San Francisco, en Californie, elle s'installe à Washington, où vit l'une des plus grandes communautés éthiopiennes d'expatriés des États-Unis . Elle devient de plus en plus populaire au sein de cette communauté. Elle se lance également dans une carrière internationale. Elle se produit ainsi en Angleterre, ou encore en France, invitée en 1989 au Printemps de Bourges. Elle bénéficie durant cette période de l'attrait pour la world music.
Aster Aweke reste également populaire en Éthiopie. En 1997, elle joue à Addis-Abeba devant une foule de plus de 50 000 personnes. En 2003, elle participe à deux  concerts pour récolter des fonds pour l'aide humanitaire et l'instruction en Éthiopie. Le premier concert a eu lieu en novembre, durant l'Aïd Al-Fitr, au stade d'Addis-Abeba, avec un public de 40 000 participants. Le deuxième est un gala-dîner à l'Hôtel Sheraton. En 2009, elle se réinstalle définitivement à Addis-Abeba. Le 9 mai 2009, elle joue devant une foule de 10 000 spectateurs lors du concert La Paix par l'Unité, à côté d'autres musiciens éthiopiens.

## Discographie

### Principaux albums en solo
- 1989 Aster (Triple Earth Records/Columbia/CBS Records)[4]
- 1991 Kabu (Triple Earth Records/Columbia/Sony Music Entertainment Records)[4]
- 1993 Ebo (Barkhanns)
- 1997 Live in London (Barkhanns)
- 1999 Hagere (Kabu Records)
- 2002 Sugar (Kabu Records)
- 2004 Asters Ballads (Kabu Records)
- 2006 Fikir (Kabu Records)
- 2010 Checheho (Kabu Records)
- 2013 Ewedhalew (Kabu Records)

### Autres contributions artistiques
- 1994 Ethiopian Groove - The Golden Seventies (Buda Musique)
- 1999 Unwired: Acoustic Music from Around the Worldt (World Music Network)
- 2004 The Rough Guide to the Music of Ethiopia (World Music Network)

### En invitée
- 2014 Taitu-Yegna Music Group [5]